# Desaparición de Toni Sharpless
En la madrugada del 23 de agosto de 2009, Toni Lee Sharpless (Downingtown, Pensilvania; 27 de diciembre de 1979) y su amiga Crystal Johns salieron de la casa del jugador de la NBA Willie Green, por aquel entonces jugador de los Philadelphia 76ers, en Penn Valley (Pensilvania). Casi al término de la fiesta, cerca de las cinco de la mañana, Sharpless, en un claro estado de embriaguez, tuvo un comportamiento errático y combativo, que obligó a Green a que abandonaran tanto ella como su amiga su propiedad. Dado el delicado estado de Sharpless, su amiga trató de convencerla de que no cogiera el coche en el que habían ido a la fiesta. Ante ese consejo, Sharpless obligó a Johns a que abandonara el vehículo, marchándose sola. Desde entonces Sharpless no ha sido vista.
Una de las primeras teorías era la del accidente automovilístico, dado su estado ebrio, siendo posible encontrar algún rastro a lo largo del curso del río Schuylkill, algo que finalmente se descartó al ser infructuosas dichas búsquedas. Una ruptura aparente en el caso se produjo dos semanas después, cuando un lector automático de matrículas grabó las placas de su Pontiac Grand Prix del año 2002 entrando en un párking de Camden (Nueva Jersey), al otro lado del río Delaware desde Filadelfia. Hubo otros reportes sobre su posible avistamiento en Camden, pero la policía no pudo localizar el vehículo ni encontrar información sobre dónde se encontraba.
En 2013, la investigadora privada Eileen Law, que estaba siguiendo el caso, recibió una carta anónima en el que se aseguraba que había sido contratado para llevar el Pontiac a una tienda en el área de Boston a cambio de 5.000 dólares en efectivo y las placas del coche después de que Sharpless fuera asesinada durante un enfrentamiento con un oficial de policía de Camden. La persona en cuestión no conocía personalmente ningún detalle sobre lo que le había sucedido a Sharpless, pero incluyó en su carta el número de su teléfono celular, desaparecido junto con ella, y los últimos cinco dígitos del número de identificación del vehículo, información que no se había hecho pública.
La policía desestimó la carta como un engaño a pesar de los detalles, pero Law, que mantuvo la teoría de que Sharpless se encontraba viva, creía que había sido víctima de la trata de personas.

## Trasfondo
Toni Sharpless se quedó huérfana de padre a los 6 años, al fallecer este en un accidente de coche. Su madre, Donna, volvió a casarse con Peter Knebel, quien crio a Toni y a su hermana Candy como sus propias hijas. En su adolescencia, Toni llegó a quedarse embarazada, dando a luz una niña.
La infancia y la edad adulta de Sharpless se caracterizaron por sus luchas contra el trastorno bipolar, condición que fue diagnosticada tardíamente ya en la edad adulta. Tanto ella como su familia guardaron esa información para sí mismos, e incluso después de enterarse de que era bipolar, las dificultades causadas por el trastorno persistieron cuando los médicos probaron diferentes combinaciones de diferentes medicamentos para controlarlo. Esta condición también le habían provocado graves altercados y problemas por el abuso de drogas y alcohol. En 2008 fue arrestada y condenada por conducir en estado de ebriedad, viéndose obligada a pasar por Alcohólicos Anónimos y un proceso de rehabilitación. Después de eso, encontró una combinación de drogas que parecía funcionar y que estaba contraindicada para el consumo de alcohol; si bien, sus familiares recordaron que no siempre las tomaba.
Sharpless tenía un trabajo los fines de semana como auxiliar de enfermería en un centro de rehabilitación local, viviendo con su hija y sus padres en el municipio de West Brandywine. El dinero que ganaba con ese trabajo fue para pagar su matrícula en la Escuela de Enfermería de Brandywine, donde consiguió el título en 2007. Posteriormente trabajó como enfermera titulada en la sala de enfermedades infecciosas del Hospital General de Lancaster.

## Desaparición

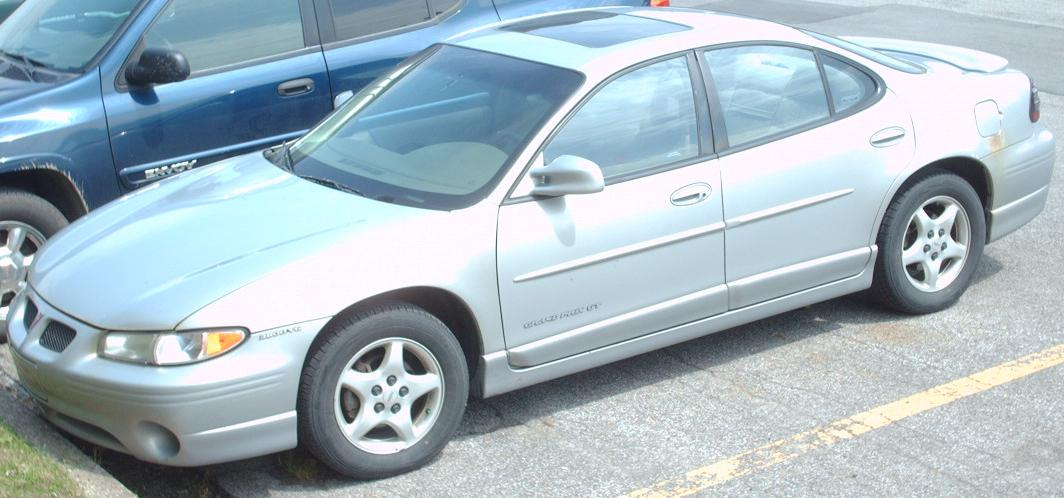
Pontiac Grand Prix similar al que conducía Sharpless cuando desapareció (el suyo era negro).

En la noche del sábado 22 de agosto de 2009, Sharpless sale de su casa cerca de las 21:30 horas para trasladarse hasta el centro de Filadelfia junto a su amiga Crystal Johns. Después de que ella se marchara, su padrastro Peter Knebel expresó sus reservas sobre esta salida a su esposa. Sharpless y Johns habían renovado recientemente su amistad después de haberse distanciado años atrás. Knebel creía que el viaje nocturno a la ciudad había sido idea de Johns y que su hijastra, que normalmente dedicaba su tiempo libre a su propia hija y rara vez iba a discotecas o bares, o a Filadelfia, solo fue porque Johns la había persuadido; pero también reconocieron que Sharpless había estado trabajando duro durante mucho tiempo y no había tenido apenas tiempo para ella misma, por lo cual podía verse esa salida como una forma de despejarse.
Las dos mujeres se marcharon en el auto de Sharpless, un Pontiac Grand Prix de color negro y matriculado en 2002. Después de detenerse en la casa de Johns en el municipio de West Fallowfield, fueron a Ice, un club en King of Prussia, y más tarde a la discoteca G Lounge, en Filadelfia. Los siguientes pasos reconstruidos añaden que ambas se marcharon hasta la casa que tenía el baloncestista Willie Green, por aquel entonces jugador de la NBA en la franquicia de los Philadelphia 76ers, en Penn Valley, un barrio del municipio de Lower Merion, en el área interurbana. La investigación difirió en el apartado sobre la relación que tenían ambas chicas con Green, pues las fuentes difieren sobre si Johns era amiga del hermano de Green, quien habría sido, siguiendo ese planteamiento, quien las invitó a la casa.
Johns y Sharpless salieron del centro de Philadelphia y llegaron poco después de las 3 de la mañana (ya del domingo 23 de agosto) a la casa de Green. Incapaz de dormir esa noche, la hija de Sharpless le había enviado un mensaje de texto con la intención de que tuviera cuidado. Sharpless la respondió a las 2:57 diciéndole que estaría pronto en casa y que se acostara. Su teléfono no volvió a utilizarse más adelante, apagándose cerca de las 4 de la mañana.
En la casa de Green, Sharpless y Johns comenzaron a beber junto con otros invitados. El grupo estaba jugando al juego de mesa Taboo, durante el cual Sharpless, según los informes, hizo un comentario a Johns que Green consideró un insulto racista, aunque no fuera así. Green hizo saber que estaba ofendido, y Sharpless, que ya sentía que otros invitados la ridiculizaban, se enojó y se puso errática. Alrededor de las 5 de la mañana, ya en estado de embriaguez arrojó una botella de champán en la cocina y comenzó a patear cosas. Green se dirigió a Johns, que se había retirado a la piscina, y le dijo el estado de Sharpless, por lo que ambas tenían que abandonar la casa.
Cuando las dos chicas recogieron sus casas y salieron de la casa, Johns, consciente de que había bebido menos, intentó tomar las llaves del vehículo de Toni, algo que Sharpless rechazó. Todavía enojada y llorando, acusó a Johns de burlarse de ella. Según testificaría Johns, uno de los invitados a la fiesta de Green, desde la casa, les soltó un comentario bromista advirtiéndoles de que tuvieran cuidado de no golpear ningún otro automóvil. Una vez que regresaron al Pontiac de Sharpless, Johns, quien más tarde le dijo a la policía que ninguna de las dos estaba lo suficientemente sobrio como para conducir legalmente, le preguntó a Sharpless si realmente debería conducir en su condición dada su anterior condena por conducir ebria; así como su estado físico delicado tras haber salido de una guardia de 36 horas de trabajo. Ofuscada por los acontecimientos, Sharpless echó a su amiga del vehículo y se marchó por la carretera sin pararse a recogerla.

## Investigación
Tras el tenso episodio, Johns esperaba que su amiga se calmaría y volvería a los pocos minutos a por ella. Cuando esto no sucedió, trató de llamar a Sharpless al teléfono móvil, pero este no contestó, pasando su llamada al buzón de voz. Avergonzada por la situación por la que había tenido que abandonar la fiesta de Green, y tras esperar un rato más, llamó a uno de sus sobrinos para que la acercara a casa.
Más tarde, esa mañana, Johns llamó a Candy Sharpless para quejarse de que Toni la había abandonado y dijo que vendría más tarde para devolverle algunos artículos que Toni había dejado en su casa. Candy le dijo que Toni no había regresado, y Johns decidió llamar a la policía. A su vez, Candy presentó un informe como persona desaparecida.
Los amigos y la familia de Sharpless hicieron y distribuyeron panfletos con su fotografía y datos más relevantes, mientras que la policía de Lower Merion publicó boletines sobre el vehículo que conducía. Al principio, la especulación se centró en la posibilidad de que Sharpless, intoxicada y privada de sueño, hubiera tenido un accidente automovilístico, y hubiera acabado en el cercano río Schuylkill. Una empresa de Texas, contratada para buscar en el río con un sonar de barrido lateral, encontró 12 vehículos, nueve de los cuales habían sido reportados como robados y tres que no se pudieron rastrear desde que se eliminaron los números de identificación del vehículo (VIN). Ninguno era el Pontiac de Toni.
En septiembre, dos semanas después de la desaparición de Sharpless, un lector automático de matrículas en Camden (Nueva Jersey), en la otra ribera del río Delaware, fotografió el número de matrícula del automóvil de Sharpless. La policía de Camden no notificó dicha acción a sus homólogos en Lower Merion hasta unos días después, y los esfuerzos para localizar el vehículo en Camden o en las cercanías no tuvieron éxito. A finales de octubre, los registros policiales no pudieron avanzar más en la pista, si bien trataron de mantener el caso abierto.
En el mes de octubre, la madre de Sharpless contrató a Eileen Law, una investigadora privada que trabajaba en una agencia en Kennett Square, para tratar de encontrar a su hija. Law conoció el caso por una noticia que apareció en la CNN, ofreciéndose a la familia en el caso con el pago simbólico de 1 dólar para legalizar el trato. Law creó un sitio web y un número de línea directa para aquellas personas que tuvieran alguna pista sobre su paradero. Se recibieron muchas llamadas apuntando posibles avistamientos, consejos para la investigación o teorías del caso, así como posibles cotejamientos con el vehículo que conducía Toni cuando desapareció. Un testimonio de una mujer, que trabajaba en un turno nocturno haciendo seguridad en Conshohocken, dijo que cuando regresaba a su casa una noche a la una de la madrugada vio un coche negro aparentemente abandonado en Camden debajo de un paso elevado después de cruzar el puente Benjamin Franklin. Ella notificó a la policía del suceso, pero esta no manejó constancia de tal llamada.
Debido a ese consejo y otros, Law llegó a creer que la desaparición de Sharpless tenía alguna conexión con Camden. Donna Knebel dijo al diario local de Lancaster, LNP que su hija, que tenía un sentido de la orientación pésimo incluso en condiciones ideales y ambientes conocidos, podría haberse dirigido a la autopista de Schuylkill, parte de la Interestatal 76, para regresar a casa después de abandonar a Johns. Sin embargo, la salida más cercana a donde estaba, Hollow Road, solo permitía la entrada hacia el este, no hacia el oeste, dirección que Sharpless hubiera necesitado tomar para regresar a casa.
Coger el rumbo este por la I-76 habría llevado a Sharpless hacia Filadelfia y Camden, en Nueva Jersey. Law señaló que el vehículo de Sharpless tenía muy poca gasolina cuando ambas chicas se habían ido a la fiesta de Green, con menos de una cuarta parte del tanque lleno, y Sharpless podría haberse quedado sin gasolina poco después de que ella se marchara. Sin su tarjeta de crédito, también podría haber tenido poco dinero en efectivo para repostar y, por lo tanto, habría tenido que depender de una tercera persona con la que se encontrara para ayudarla.
Law pronto llegó a creer que Sharpless se encontraba viva, tal vez forzada a prostituirse contra su voluntad. Desde los diferentes lugares donde las pistas colocaron a Sharpless, Law conjeturó que la estaban trasladando. En 2010, cuando los productores de la serie Disappeared, del canal Investigation Discovery, fueron al área de Filadelfia, Law descubrió que su interés se despertó porque el auto de Sharpless seguía desaparecido junto con ella, por lo que Law los llevó para que visitaran y grabaran algunos de los vecindarios a los que sus consejos la llevaron.
En diciembre de 2012, Law recibió una carta, escrita a mano en un papel amarillo, supuestamente de alguien llamado "Tony Sharpless", con matasellos del 29 de noviembre de ese año en Trenton (Nueva Jersey). El autor dijo que habían tratado de dar su información a la policía de Filadelfia, pero les habían dicho que el caso no estaba en su jurisdicción; y que consiguió su dirección gracias a un inspector.
También afirmó que había sido contactado por un amigo cerca de finales de septiembre de 2009, quien le ofreció 5.000 en efectivo por llevar un Pontiac Grand Prix ubicado en Brooklawn, muy cerca de Camden, a una tienda en Boston. Si completaba ese viaje, dijo, se les dijo que también podrían tener las placas de matrícula del vehículo. Además, se les preguntó si conocían a alguien de más de 20 años que quisiera cambiar su documentación, una acción ilegal por la que se trataría de crear una nueva identidad, llegándose a ofrecer una tarjeta de la Seguridad Social nueva para dar a esa persona. Como el autor de la carta expresa, necesitaba el dinero, y aceptó entregar el vehículo en Boston al día siguiente. Cuando lo entregó, no solo se quedó con las placas, sino que también limpió la guantera, llegando a comprobar que había un teléfono móvil, el de Sharpless, escondido en el mismo.
A su regreso a Camden, dio más información sobre el automóvil y por qué tuvieron que llevarlo a una tienda fuera del estado. No fue robado, sino que estaba desaparecido. Un amigo del amigo era un oficial de policía de Camden, quien se había peleado, al parecer, con una chica, y esta había muerto. Era por eso por lo que necesitaba sacar el coche de Nueva Jersey. El autor de la misiva no tenía, subrayó, tener conocimiento de primera mano de que esto era Sharpless o lo que había sucedido exactamente.
La razón por la que había esperado tanto tiempo para escribir era que había tardado en colocar los papeles de su nueva identidad y se había olvidado del asunto hasta que su hija redescubrió los documentos mientras jugaba en el coche. Regresó a Nueva Jersey para ayudar a algunos amigos afectados por el huracán Sandy y fue entonces cuando decidió escribir y enviar la carta.
Como prueba de la cuenta, la carta incluía no solo el número de placa del coche, también los últimos cinco dígitos de su chasis y el número de teléfono móvil de Sharpless. El número de placa había sido ampliamente difundido durante la cobertura inicial de la desaparición en los medios, por lo que no demostraría que el escritor supiera nada, pero los dos últimos números no se hicieron públicos y también eran correctos. Si bien Law se mostró escéptica sobre algunos aspectos de la historia, y en ese momento dijo que no estaba segura de si era auténtica, en 2017 dijo a Chadds Ford Live que un correo electrónico recibido en 2013 corroboró algunos aspectos de dicha carta. El jefe de policía de West Brandywine, Walter Werner, cuyo departamento continuó trabajando tanto con la policía de Lower Merion como con la Policía del Estado de Nueva Jersey para investigar la desaparición de Sharpless, señaló que el número del chasis del Pontiac Grand Prix estaba incluido en los informes sobre el caso que estaría ampliamente disponible para cualquier persona en cumplimiento de la ley que quisiera cotejarlo.
Casi al mismo tiempo, la policía también recibió dos consejos potencialmente prometedores por teléfono que resultaron ser engañosos. El primero era de alguien que afirmaba ser un oficial del Servicio de Inteligencia de Seguridad Canadiense (CSIS) que había encontrado tanto el automóvil como una mujer que coincidía con la descripción de Sharpless en la propiedad de las oficinas de Toronto de la agencia, y había dado una dirección y número de teléfono falsos; la policía de Toronto tampoco tenía a la mujer bajo custodia, como afirmó la persona que llamó. El segundo fue supuestamente de un alguacil adjunto en Dakota del Sur que afirmó que había recuperado el Grand Prix. Los oficiales del departamento en cuestión dijeron que nadie por el nombre que dio trabajaba allí. Ambas llamadas, según Werner, fueron hechas por la misma persona.
Después de entregar la carta a la policía de West Brandywine, Law la reveló a los medios a principios de 2013. Los departamentos de policía de Lower Merion y Camden dijeron que no se habían dado cuenta antes de que los reporteros llamaran para preguntarles al respecto. El jefe de policía Werner dijo que la carta sería examinada por especialistas forenses para ver qué evidencias podrían desarrollarse a partir de ella. En 2016, Law dijo que no sabía qué había pasado con la carta y qué había realizado la policía con ella.

## Teorías del caso
La familia y amigos de Sharpless siospecharon de Johns desde la desaparición. Señalaban que se declaró culpable de cargos de acoso en 2005 y cuestionaron su historia. "Toni nunca, nunca, dejaría a otra mujer en una calle oscura de Filadelfia", dijo una de sus amigas. "¿Y qué mujer en su sano juicio saldría del auto allí y esperaría una hora?" Donna Knebel ni siquiera estuvo segura de que el último mensaje de texto del teléfono de su hija lo hubiera escrito ella. También cuestionó por qué la policía no registró la casa de Green.
Peter Knebel y Gigi Hayes, un amigo de la escuela de enfermería de Sharpless, especularon públicamente que la versión de Johns podría ser una historia encubierta de un incidente que ocurrió en la fiesta. La policía de Lower Merion liberó a Johns de cualquier responsabilidad penal y pronto dejó de ser considerada persona de interés para el caso. Los registros telefónicos confirmaron tanto su intento de llamar a Sharpless en el momento en que las dos se separaron y, más tarde, su llamada a su sobrino. Inclusive, como confirmó la policía, Johns se sometió a la prueba del polígrafo, que pasó apta. También Green fue pronto eliminado como persona de interés, al tener poca relevancia y al haberse ofrecido en todo a la policía.
Law mantuvo la investigación abierta con la teoría puesta en que Sharpless fue raptada por traficantes de personas, quienes habrían tomado su teléfono celular y tarjetas de crédito tan pronto como pudieron. En 2011, le dijo a un periodista de Filadelfia que una mujer que describió como "una bailarina en una ciudad del medio oeste" la contactó, alegando haber conocido a Sharpless. Donna Knebel confirmó algunas de las descripciones que le dijo, especialmente por las perforaciones en el cuerpo y las estrías de la mujer.